# Brandt Cove
Die Brandt Cove ist eine kleine Bucht im Südosten Südgeorgiens. Sie liegt 1,5 km nördlich des Kopfendes des Larsen Harbour auf der Südseite des Drygalski-Fjords.
Der South Georgia Survey kartierte sie im Rahmen seiner von 1951 bis 1957 dauernden Vermessungskampagne. Das UK Antarctic Place-Names Committee benannte sie 1958 nach dem deutsch-US-amerikanischen Wirtschaftswissenschaftler Karl Brandt (1899–1975), Autor einer 1948 erschienenen wirtschaftlichen Analyse des Walfangs nach dem Zweiten Weltkrieg.